# نظام الرسول الثاني

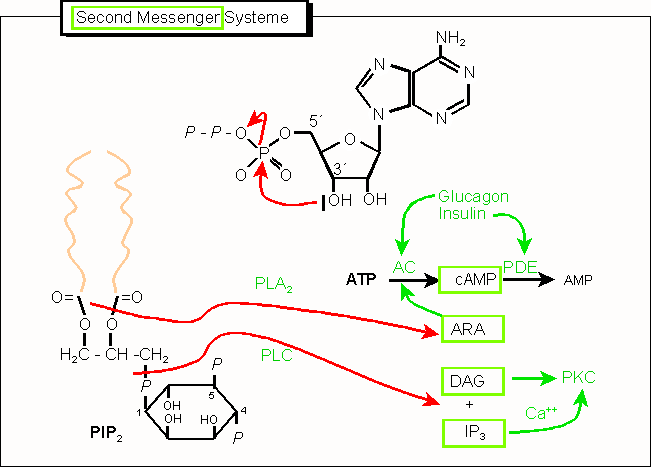
الرسل الثواني (المركبات المؤطرة بالأخضر) وتكونها من الـATP أو ثنائي فوسفات فوسفاتيديل إينوسيتول (كلاهما موضح بهيئة مبسطة) وبعض الإنزيمات المستهدفة. يُصنَّف أيضا في الغالب كرسول ثان لكنه أخفض بدرجة واحدة في الهرمية ويُحرَّر بنشاط الإينوزيتول ثلاثي الفوسفات (IP_{3}).
- ARA = حمض الأراكيدونيك.
- DAG = 1,2-ثنائي الغليسريد.

الرسول الثاني (جمع رسل ثواني) أو المرسال الثاني (بالإنجليزية: Second messenger)‏ هو جزيء إشارة داخل خلوي تحرره الخلية استجابة للتعرض لجزيء إشارة خارج خلوي (الرسول الأول). تُصنف الإشارات داخل الخلوية -وهي هيئة غير محلية من تأشير الخلية تشمل كلا الرسولين الأول والثاني- إلى تماسية ونظير صماوية وصماوية حسب مدى الإشارة. تُحدث الرسل الثواني تغييرات فيسيولوجية على المستوى الخلوي مثل تكاثر الخلايا، التمايز، الهجرة، البقاء، والاستماتة، وهي إحدى محدثات تسلسلات توصيل الإشارة داخل الخلوية.
من الأمثلة على جزيئات الرسل الثواني: أحادي فوسفات الأدينوسين الحلقي، حلقي غوانوسين أحادي الفوسفات، إينوزيتول ثلاثي الفوسفات، ثنائي الغليسيريد والكالسيوم. الرسل الأولى هي عوامل خارج خلوية، وفي الغالب هرمونات أو نواقل عصبية مثل الأدرينالين، هرمون النمو والسيروتونين. لأن الهرمونات الببتيدية والنواقل العصبية عادة جزيئات محبة للماء، قد لا تتمكن هذه الرسل الأولى من عبور غشاء الليبيد ثنائي الطبقة لبدء التغييرات داخل الخلية بشكل مباشر وذلك عكس هرمونات الستيرويد التي يمكنها العبور. هذا النشاط الوظيفي المحدود يضطر الخلية لابتكار آليات توصيل الإشارة وتحويل الرسل الأولى إلى رسل ثوانٍ لكي تتمكن الإشارة خارج الخلوية من المرور إلى داخل الخلية. ميزة مهمة من نظام تأشير الرسول الثاني هي أن الرسل الثواني يمكن أن تقترن مع الاتجاه بعدة تسلسلات كينار حلقية لتضخيم قوة الإشارة الأصلية الخاصة بالرسول الأول. على سبيل المثال: ترتبط إشارات جتبازات راس مع تسلسل بروتين الكيناز المنشط بالميتوجين لتضخيم التنشيط التفارغي لعوامل النسخ التكاثرية مثل Myc وCREB.
اكتشف إيرل سوثرلند الرسل الثواني وحصل بفضل ذلك على جائزة نوبل للطب سنة 1971. رأى سوثرلند أن الأدرينالين يحفز الكبد لتحويل الغلايكوجين إلى غلوكوز في الخلايا الكبدية، لكن الأدرينالين لوحده لا يستطيع القيام بعملية التحويل هذه، ووجد أن الأدرينالين يحفز رسولا ثانيا هو أحادي فوسفات الأدينوسين الحلقي في سبيل أن يحول الكبد الغلايكوجين إلى غلوكوز. وتم تحديد تفاصيل الآليات بواسطة مارتن رودبل وألفريد جيلمان الذين حصلا على جائزة نوبل سنة 1994.
يمكن تخليق وتنشيط أنظمة الرسول الثاني بواسطة الإنزيمات على سبيل المثال المحلقات التي تخلق نوكليوتيدات حلقية، أو عبر فتح القنوات الأيونية للسماح بتدفق الأيونات الفلزية مثل تأشير الكالسيوم. ترتبط هذه الجزيئات الصغيرة ببروتينات الكيناز، القنوات الأيونية وبروتينات أخرى وتعمل على استمرار تسلسل التأشير.